# Élections générales irlandaises de 2024
Les élections législatives irlandaises de 2024 ont lieu le 29 novembre 2024 afin d'élire les membres du Dáil Éireann, la chambre basse du parlement irlandais, l'Oireachtas.
Ces élections ont lieu de manière anticipée, après un accord entre les partis politiques pour avancer le scrutin qui aurait dû se dérouler au plus tard en mars 2025.

## Contexte

### Arrivée en tête du Sinn Féin
Les élections législatives du 8 février 2020 aboutissent à un parlement sans majorité. Le scrutin voit la victoire surprise du Sinn Féin, le parti décrochant la première place en termes de suffrages. Ce bon résultat est paradoxalement amputé en termes de sièges par le nombre peu élevé de candidats du parti, fruit d'une stratégie électorale prise bien avant les sondages favorables de fin de campagne. Anticipant de faibles résultats après ceux décevants obtenus de manière répétée lors des européennes et des municipales de l’année précédente, le Sinn Féin ne présente en effet que 42 candidats pour 160 sièges à pourvoir afin d'éviter que les voix supposées peu nombreuses de ses électeurs ne se dispersent sur un trop grand nombre de candidatures lors de ces législatives. En comparaison, le Fianna Fáil et le Fine Gael présentent respectivement 84 et 82 candidats. Le bon résultat du Sinn Féin pose la question de sa participation à un gouvernement de coalition, les liens passé du parti avec l'organisation terroriste de l'Armée républicaine irlandaise (IRA) l'ayant jusqu'à présent toujours exclu d'une telle participation.

### Gouvernement de coalition sans le Sinn Féin
Les négociations en vue de la formation d'un nouveau gouvernement de coalition stagne pendant plus d'un mois, les trois principaux partis ne parvenant pas à s'entendre. Le Fianna Fail réitère son refus de s'associer avec le Sinn Fein et exprime le souhait de renouveler son alliance avec le Fine Gael du Premier ministre Leo Varadkar. Ce dernier privilégie cependant un passage dans l'opposition au vu de ses résultats en nette baisse. Un échec des négociations conduirait à un retour aux urnes, dont le Sinn Fein serait le principal bénéficiaire selon des sondages d'opinions. La propagation de la pandémie de Covid-19 dans le pays en mars 2020 rend cependant plus urgent la formation d'un nouveau gouvernement, conduisant le dirigeant du Fine Gael, Martin Heydon, à se repositionner en faveur d'une participation de son parti à un gouvernement
Les dirigeants du Fianna Fail et du Fine Gael finissent à la mi-avril par parvenir à un accord susceptible de déboucher sur la formation d'une grande coalition, tout en nécessitant néanmoins l'appui d'autres partis. Le Fianna Fail, le Fine Gael et les Verts s'entendent ainsi le 5 mai sur la formation d'un gouvernement de coalition. L'accord, finalisé le 15 juin suivant, prévoit notamment une rotation du titulaire du poste de Premier ministre entre le Fianna Fáil et le Fine Gael, tandis que les Verts obtiennent la mise en place d'un plan ambitieux en matière d'écologie.
Le 17 décembre 2022, conformément à l'accord de coalition, Micheál Martin démissionne de ses fonctions de Premier ministre, et les cède à Leo Varadkar, élu pour lui succéder en obtenant 87 voix des 160 députés de l'Assemblée.
Leo Varadkar annonce le 20 mars 2024 à la surprise générale sa démission de chef du Fine Gael et qu'il renoncera au poste de Premier ministre au profit de son successeur, peu de temps après l'échec des référendums constitutionnels sur la définition du foyer et le rôle des femmes dans la famille. Le Fine Gael le remplace quatre jours plus tard par le ministre de l'Enseignement supérieur et unique candidat à sa succession, Simon Harris. Il est formellement élu Premier ministre par le Dáil Éireann le 9 avril, devenant à 37 ans le plus jeune chef du gouvernement de l'histoire irlandaise, un titre jusqu'ici détenu par Leo Varadkar.

### Anticipation du scrutin
Le 21 octobre 2024, les trois partis du gouvernement se mettent d'accord pour avancer la date des élections (qui devaient avoir lieu au plus tard en mars 2025) à la fin de l'année. Le 8 novembre, le président Higgins dissout le Dáil et la date des élections est fixée au 29 novembre.

## Système électoral

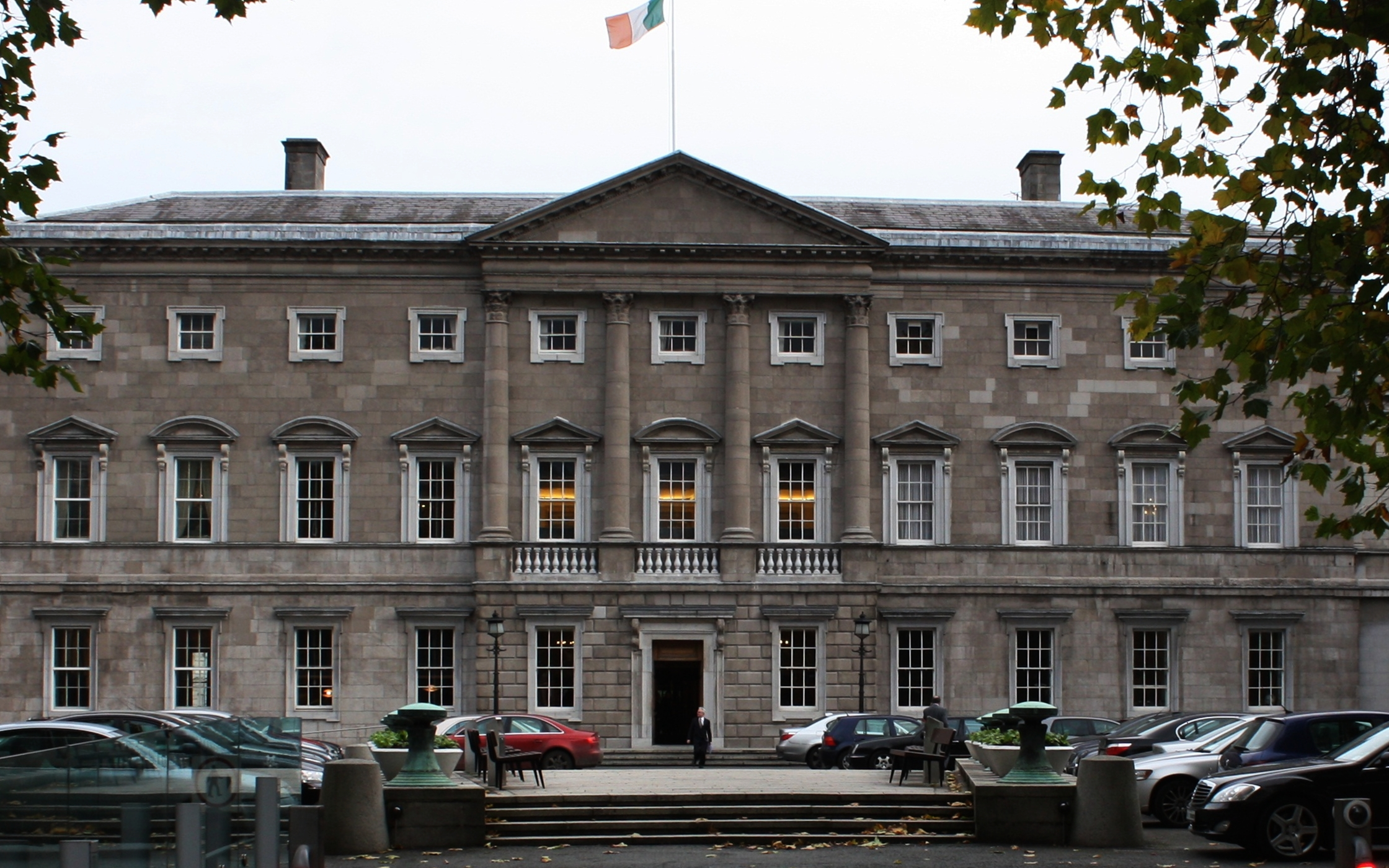
La Leinster House à Dublin, siège du Dáil Éireann.

Le Dáil Éireann — souvent abrégé en Dáil — est la chambre basse de l'Oireachtas, le parlement bicaméral de l'Irlande. Il est composé de 174 sièges pourvus pour cinq ans au scrutin à vote unique transférable dans quarante-trois circonscriptions électorales dotées de 3 à 5 sièges en fonction de leur population.
Ce mode de scrutin proportionnel plurinominal permet aux électeurs de voter directement pour des candidats en les classant par ordre de préférence, tout en étant à finalité proportionnelle. Une fois l'ensemble des bulletins dépouillés, un quota est déterminé en divisant ce total par le nombre de sièges à pourvoir dans la circonscription, plus un. Tout candidat ayant reçu un nombre de voix de première préférence supérieur au quota remporte d'emblée un des sièges à pourvoir. S'il reste un ou plusieurs siège à pourvoir, les secondes préférences inscrites par les électeurs sont prises en compte : on élimine le candidat ayant reçu le moins de premières préférences, et les secondes préférences que les électeurs ont inscrites sur ces bulletins sont répartis aux candidats concernés. Si l'un d'entre eux dépasse à présent le quota grâce à ces votes cumulés, il remporte un siège. À défaut, ou s'il reste encore des sièges à pourvoir, l'on procède à nouveau à l'élimination du candidat restant ayant recueilli le moins de suffrages cumulés, et ainsi de suite jusqu'à ce que tous les sièges aient été pourvus. Selon la répartition des votes, il est possible que les candidats restants n'atteignent pas le quota, auquel cas le siège est attribué au dernier en lice après élimination de tous ceux ayant recueilli moins de votes cumulés. Les députés élus sont appelés Teachta Dála, abrégé en TD.

### Sondages

### Réforme des circonscriptions
Les résultats préliminaires du recensement de 2022 dénombrent une population de plus de 5,1 millions d'habitants, ce qui nécessite l'élection d'au moins 171 députés. La Commission électorale étant tenue de recommander un nombre compris entre 171 et 181 en vertu de l'article 16.6.2° de la Constitution irlandaise selon laquelle il doit y avoir un député élu pour au moins 20 000 habitants et 30 000 au plus, elle propose en août 2023 de fixer le nombre de députés à 174, à élire dans le cadre de 43 circonscriptions du Dáil, soit une augmentation de 14 sièges et de quatre circonscriptions. Il s'agit du premier examen des circonscriptions effectué par la Commission établie en vertu de la loi électorale de 2022, alors qu'il était auparavant effectué par une commission de circonscription. Les recommandations de la Commission sont mises en œuvre par la loi électorale de 2023 (en).

## Campagne

### Forces en présence
| Parti | Parti                                                                | Idéologie                                                                    | Chef de file         | Résultats en 2020           |
| ----- | -------------------------------------------------------------------- | ---------------------------------------------------------------------------- | -------------------- | --------------------------- |
|       | Sinn Féin (SF)                                                       | Centre gauche à gauche Républicanisme, socialisme démocratique, eurocritique | Mary Lou McDonald    | 24,53 % des voix 37 députés |
|       | Fianna Fáil (FF)                                                     | Centre à centre droit Républicanisme, conservatisme, europhilie              | Micheál Martin       | 22,18 % des voix 38 députés |
|       | Fine Gael (FG)                                                       | Centre droit Libéral-conservatisme, démocratie chrétienne, europhilie        | Simon Harris         | 20,86 % des voix 35 députés |
|       | Parti vert Green Party (GP)                                          | Centre gauche Écologie politique, europhilie                                 | Roderic O'Gorman     | 7,13 % des voix 12 députés  |
|       | Parti travailliste Labour Party (Lab)                                | Centre gauche Social-démocratie, europhilie                                  | Ivana Bacik          | 4,38 % des voix 6 députés   |
|       | Sociaux-démocrates Social Democrats (SD)                             | Centre gauche Social-démocratie, europhilie                                  | Holly Cairns         | 2,90 % des voix 6 députés   |
|       | Solidarité-Le Peuple avant le profit Solidarity–People Before Profit | Gauche radicale Socialisme, populisme de gauche, anticapitalisme trotskisme  | Richard Boyd Barrett | 2,67 % des voix 5 députés   |

## Résultats
|                                        |                                        |                                 |           |       |      |               |               |  |  |  |  |  |  |  |
| Parti                                  | Parti                                  | Parti                           | Voix      | %     | +/-  | Sièges        | +/-           |  |  |  |  |  |  |  |
|                                        | Fianna Fáil                            | Fianna Fáil                     | 481 414   | 21,86 | 0,32 | 48            | 10            |  |  |  |  |  |  |  |
|                                        | Fine Gael                              | Fine Gael                       | 458 134   | 20,80 | 0,06 | 38            | 3             |  |  |  |  |  |  |  |
|                                        | Sinn Féin                              | Sinn Féin                       | 418 627   | 19,01 | 5,52 | 39            | 2             |  |  |  |  |  |  |  |
|                                        | Sociaux-démocrates                     | Sociaux-démocrates              | 106 028   | 4,81  | 1,91 | 11            | 5             |  |  |  |  |  |  |  |
|                                        | Parti travailliste                     | Parti travailliste              | 102 457   | 4,65  | 0,27 | 11            | 5             |  |  |  |  |  |  |  |
|                                        | Aontú                                  | Aontú                           | 86 134    | 3,91  | 2,00 | 2             | 1             |  |  |  |  |  |  |  |
|                                        | Irlande indépendante                   | Irlande indépendante            | 78 276    | 3,55  | Nv.  | 4             | 4             |  |  |  |  |  |  |  |
|                                        | Parti vert                             | Parti vert                      | 66 911    | 3,04  | 4,09 | 1             | 11            |  |  |  |  |  |  |  |
|                                        |                                        | Le Peuple avant le profit       | 62 481    | 2,84  | 0,21 | 2             | 2             |  |  |  |  |  |  |  |
|                                        | Solidarité                             | 1                               | 62 481    | 2,84  | 0,21 | en stagnation |               |  |  |  |  |  |  |  |
| Solidarité – Le Peuple avant le profit | Solidarité – Le Peuple avant le profit | 3                               | 62 481    | 2,84  | 0,21 | 2             |               |  |  |  |  |  |  |  |
|                                        |                                        | Le Peuple irlandais             | 7 626     | 0,35  | Nv.  | 0             | en stagnation |  |  |  |  |  |  |  |
|                                        | Parti national                         | 6 511                           | 0,30      | 0,08  | 0    | en stagnation |               |  |  |  |  |  |  |  |
|                                        | L'Irlande d'abord                      | 3 339                           | 0,15      | Nv.   | 0    | en stagnation |               |  |  |  |  |  |  |  |
| Alliance nationale                     | Alliance nationale                     | 17 476                          | 0,80      | 0,58  | 0    | en stagnation |               |  |  |  |  |  |  |  |
|                                        | Parti irlandais de la liberté          | Parti irlandais de la liberté   | 14 838    | 0,67  | 0,42 | 0             | en stagnation |  |  |  |  |  |  |  |
|                                        | 100% Redress                           | 100% Redress                    | 6 862     | 0,31  | Nv.  | 1             | 1             |  |  |  |  |  |  |  |
|                                        | Indépendants pour le changement        | Indépendants pour le changement | 5 166     | 0,23  | 0,16 | 0             | 1             |  |  |  |  |  |  |  |
|                                        | Droit au changement                    | Droit au changement             | 2 907     | 0,13  | Nv.  | 0             | en stagnation |  |  |  |  |  |  |  |
|                                        | République de la liberté               | République de la liberté        | 1 936     | 0,09  | Abs. | 0             | en stagnation |  |  |  |  |  |  |  |
|                                        | Parti pour le bien-être animal         | Parti pour le bien-être animal  | 884       | 0,04  | Nv.  | 0             | en stagnation |  |  |  |  |  |  |  |
|                                        | Rabharta                               | Rabharta                        | 626       | 0,03  | Nv.  | 0             | en stagnation |  |  |  |  |  |  |  |
|                                        | Parti du Centre                        | Parti du Centre                 | 548       | 0,02  | 0,23 | 0             | en stagnation |  |  |  |  |  |  |  |
|                                        | Indépendants                           | Indépendants                    | 290 748   | 13,20 | 1,00 | 16            | 3             |  |  |  |  |  |  |  |
|                                        |                                        |                                 |           |       |      |               |               |  |  |  |  |  |  |  |
| Suffrages exprimés                     | Suffrages exprimés                     | Suffrages exprimés              | 2 202 453 | 99,29 |      |               |               |  |  |  |  |  |  |  |
| Votes blancs et nuls                   | Votes blancs et nuls                   | Votes blancs et nuls            | 15 841    | 0,71  |      |               |               |  |  |  |  |  |  |  |
| Total                                  | Total                                  | Total                           | 2 218 294 | 100   | –    | 174           | 14            |  |  |  |  |  |  |  |
| Abstention                             | Abstention                             | Abstention                      | 1 494 991 | 40,26 |      |               |               |  |  |  |  |  |  |  |
| Inscrits/Participation                 | Inscrits/Participation                 | Inscrits/Participation          | 3 713 285 | 59,74 |      |               |               |  |  |  |  |  |  |  |

## Conséquences
Lors de la séance d'installation de la nouvelle législature, la cheffe du Sinn Féin Mary Lou McDonald est proposée comme candidate au poste de Premier ministre, mais sa candidature est repoussée par 44 voix pour, 110 voix contre et 14 abstentions.
Le 15 janvier 2025, le Fianna Fáil et le Fine Gael concluent un accord de coalition, auquel s'associent les députés du « Regional Independent Group », ce qui garantit la majorité absolue des sièges au futur gouvernement. Le contrat de coalition prévoit le retour de Micheál Martin à la direction de l'exécutif pendant deux ans et demi, puis son remplacement par Simon Harris. L'élection du nouveau chef de gouvernement est alors convoquée le 22 janvier suivant, mais elle doit être reportée après que la Ceann Comhairle Verona Murphy a dû suspendre la séance à quatre reprises en raison d'un contentieux sur le temps de parole des parlementaires du Regional Independent Group.
Micheál Martin est finalement élu, une nouvelle fois, Premier ministre le 23 janvier par 95 voix pour et 76 voix contre. Il est ensuite formellement nommé par le président Michael D. Higgins lors d'une cérémonie au Áras an Uachtaráin. Il forme son gouvernement dans la foulée. Son futur successeur, Simon Harris, est nommé vice-Premier ministre, ministre des Affaires étrangères et ministre de la Défense et le ministre des Entreprises Peter Burke est le seul à conserver le poste qu'il occupait dans le précédent exécutif.